# Francesco Fareri
Francesco Fareri född 15 april 1978 i Rom är en Italiensk gitarrist. Han kännetecknas framförallt av att han spelar väldigt snabbt. Till år 2006 hade han släppt 2 soloskivor och  medverkat på flera andra, ofta med bara ett gästsolo.